# توماس نيداهل
توماس نيداهل (بالسويدية: Tomas Nydahl) مواليد 21 مارس 1968 في لينشوبينغ، هو لاعب كرة مضرب سويدي سابق بدأ مسيرته كمحترف سنة 1987 وكان يلعب باليد اليمنى. أعلى تصنيف له في الفردي كان المركز الـ 72 في سنة 1989. أعلى تصنيف له في الزوجي كان المركز الـ 103 في سنة 1989.

## روابط خارجية
- توماس نيداهل على موقع رابطة محترفي التنس (الإنجليزية)
- توماس نيداهل على موقع الاتحاد الدولي لكرة المضرب (الإنجليزية)
- توماس نيداهل على موقع خلاصة التنس.كوم (الإنجليزية)